# Gustav-Siewerth-Akademie
Die Gustav-Siewerth-Akademie (GSA) war eine 1988 gegründete private Hochschule, der 2013 die staatliche Anerkennung entzogen wurde. Seitdem reduzieren sich die Tätigkeiten der Akademie auf Vortragsreihen im Sommer. Sie ist benannt nach dem Philosophen und Pädagogen Gustav Siewerth und hat ihren Sitz in Weilheim-Bierbronnen in Baden-Württemberg. Mit zuletzt nur 13 Studenten war sie die kleinste staatlich anerkannte wissenschaftliche Hochschule Deutschlands.

## Gründung und weltanschauliche Ausrichtung
Die Akademie entstand im Bestreben, dem Neomarxismus der Frankfurter Schule um Theodor W. Adorno und Max Horkheimer entgegenzuwirken und konservativ-katholische Gesellschaftsvorstellungen zu vertreten. Nach Eigenaussage liegt ihr die Annahme zugrunde, die "abendländischen Wertvorstellungen" beruhten auf "griechischer Metaphysik und christlichem Offenbarungsgut", diese seien "die bleibend gültige Voraussetzung von Naturwissenschaft und Technik". Abgelehnt werden nicht nur der Protestantismus, sondern auch die Evolutionstheorie, da diese den Schöpfungsakt leugne. Gegründet wurde sie von der 2020 verstorbenen Philosophin Alma von Stockhausen, Gründungsrektor war der Kirchenhistoriker Remigius Bäumer.
Rechtlicher und finanzieller Träger ist bis heute eine gemeinnützige Gesellschaft mit beschränkter Haftung, die Gustav-Siewerth-Haus gGmbH. Der mit der Gründerin befreundete damalige Leiter der Kongregation für die Glaubenslehre Joseph Kardinal Ratzinger nahm nach eigener Darstellung in der ersten Phase aktiv an der Entstehung der Einrichtung teil und beobachtete die weitere Entwicklung mit Wohlwollen. Die frühere Hochschule ist Mitglied im Forum Deutscher Katholiken. Ihre weltanschauliche Ausrichtung ist konservativ katholisch. Führende Mitglieder des Senats der Akademie unterhalten Beziehungen zum Engelwerk.

## Organisation und Studiengänge
Die Akademie erhält keine staatliche oder kirchliche Finanzierung. Laut Gründerin Alma von Stockhausen wurde die staatliche Zulassung durch den damaligen Ministerpräsidenten Hans Filbinger nur unter der Bedingung des Verzichts auf jegliche staatliche Gelder gegeben. Alle Professoren lehren unentgeltlich. Das Gustav-Siewerth-Haus in Oberbierbronnen erwarb die Gründerin bereits 1970, sie hatte auch das Inventar sowie die Bibliothek gekauft. Unterhaltskosten sowie die Kosten für die teilzeitbeschäftigte Sekretärin werden von einem Freundeskreis der Akademie finanziert. Studenten bezahlten eine Studiengebühr von 900 Euro pro Semester, die laut Alma von Stockhausen absichtlich sehr niedrig gehalten war. Außerdem hatten die Studenten die Möglichkeit, sich die Studiengebühr durch Mithilfe im Haushalt zu erwerben, was sehr gerne angenommen worden sei. Unterkunft fanden die meisten Hochschüler im Kloster Marienburg in Ofteringen bei den Benediktinerschwestern der Ewigen Anbetung und den Passionistinnen.
Ehrenamtlicher Rektor ist Albrecht Graf von Brandenstein-Zeppelin, Großkanzler der Akademie ist der emeritierte Freiburger Erzbischof Robert Zollitsch. Zum Senat gehören u. a. Reinhold Ortner, Johannes Stöhr und Roland Süßmuth, zum Lehrkörper u. a. Niels Öffenberger (Logik) und Lutz Sperling (Naturphilosophie). Die frühere Hochschule hatte zwei Fachbereiche: Philosophie und Theologie. Sie bietet keine Studienabschlüsse an. Auch eine Promotion ist nicht möglich.
Träger ist die Gustav-Siewerth-Haus gGmbH.

## Ende der staatlichen Anerkennung
Im Juni 2013 wurde der privaten Hochschule durch die baden-württembergische Wissenschaftsministerin Theresia Bauer die staatliche Anerkennung entzogen, da sie mit ihrem ausschließlich nebenberuflich tätigen Lehrpersonal, für das jährlich 12.000 bis 26.000 Euro aufgewendet würden, keine nachhaltige Hochschulstruktur vorzuhalten in der Lage sei. Auch habe die Akademie seit 2009 keinen einzigen den Vorgaben des Landeshochschulgesetzes entsprechenden Studiengang mehr angeboten.
Da die GSA gegen die Aberkennung beim Verwaltungsgericht Freiburg klagte, war der Widerruf der staatlichen Anerkennung zunächst noch nicht rechtswirksam. Ein Termin zur mündlichen Verhandlung war im März 2015 noch nicht absehbar, das Verfahren im Oktober 2015 noch anhängig. Unterdessen wurde die Akademie immer mehr zur „Phantom-Einrichtung“ ohne festes Personal und ohne Ansprechpartner. Das letzte Vorlesungsverzeichnis wurde für das Sommersemester 2014 erstellt und bot nurmehr nur ein Studium generale ohne Abschluss an.
Seit 2014 ruht nach Angaben der Akademie der Lehrbetrieb. Eine Bibliothek steht zum Selbststudium bereit, eine Publikationsreihe und Seminare werden fortgeführt. Jährlich findet ein viertägiger „Theologisch-Philosophischer Sommerkurs“ statt.
Das Verwaltungsgericht Freiburg wies die Klage der Einrichtung gegen den Widerruf der staatlichen Anerkennung mit Urteil vom 10. Mai 2023 ab (Az. 1 K 3368/20). Das Urteil ist rechtskräftig. Die Einrichtung ist damit nicht mehr berechtigt, sich als Hochschule zu bezeichnen.